# Brno autem
Brno autem je český spolek, který se zabývá hájením práv řidičů a rozvojem automobilové dopravy. Působí v Brně a blízkém okolí. Mezi hlavní priority spolku patří urychlené dokončení stavby Velkého městského okruhu, vytváření parkovacích míst a stavba parkovacích domů.

## Činnost spolku
Spolek je známý zejména kritikou brněnského náměstka dopravy Matěje Hollana a jeho dopravní politiky. Již dva dny po založení se spolek dostal do médií díky zveřejnění videa „I want more“ z Hollanovy návštěvy Ukrajiny, v němž se náměstek nechal bičovat důtkami. Spolek rovněž poukázal na to, že náměstek Hollan a také náměstek Martin Ander ze Strany zelených nadměrně využívají služební vozy a najedou průměrně 80 tisíc kilometrů ročně, přestože propagují alternativní prostředky dopravy.
Brno autem se soustavně vymezovalo proti zavedení závor v centru Brna, místopředseda spolku David Pokorný vystoupil v reportáži TV Nova, po mediálním tlaku město od záměru vybudování závor odstoupilo. V závěru roku 2017 se spolek vyjádřil negativně k zamýšlenému a následně realizovanému zdražení parkovného v centru města. Žádal uvolnění parkovacích míst vyhrazených pro soudy a další instituce. Dlouhodobě kritizoval také záměr rušení parkovacích míst na Dominikánském náměstí v souvislosti s jeho celkovou rekonstrukcí. Úspěšně připomínkoval omezení průjezdu aut v prostoru přednádraží, k němuž nakonec nedošlo. Kritizoval instalaci dopravních kamer u brněnských tunelů jako neužitečnou. Vyjadřoval se negativně i k zamýšlenému systému parkovacích zón, který označoval za komplikovaný a omezující, a preferoval zjednodušenou variantu. Naopak vítal výstavbu parkovacích domů s napojením na městskou hromadnou dopravu. Na jaře 2018 spolek kritizoval plánovanou délku stavby u právě zahájené tříleté přeložky tramvajové trati z ulice Dornych do ulice Plotní.

### Politické angažmá
V březnu 2018 předseda spolku Jan Mandát informoval o úvahách kandidovat nebo podpořit některý kandidující subjekt do podzimních komunálních voleb. O měsíc později na společné tiskové konferenci odhalili, že členové spolku Brno autem budou kandidovat v koalici ODS a Svobodných. Před volbami se prezentovali mimo jiné billboardy s hesly „Nebaví vás kolony? Přijďte k volbám!“ a „Váš hlas proti parkovacím zónám“, od nějž se později zvolená primátorka za ODS Markéta Vaňková distancovala. Ve volbách do zastupitelstva města Brna byl z členů spolku zvolen místopředseda David Pokorný (za Svobodné jako jejich krajský předseda z 6. místa kandidátky), do zastupitelstva městské části Brno-střed předseda spolku Jan Mandát (bezpartijní, stal se radním pro dopravu) a Pavel Mises (člen Svobodných).